# فرناندو پلاتاس
فرناندو پلاتاس (به انگلیسی: Fernando Platas) (زادهٔ ۱۶ مارس ۱۹۷۳) شناگر اهل مکزیک است.